# Bencidina
La bencidina es un producto manufacturado que no se encuentra naturalmente en el medio ambiente. Es un sólido cristalino de color amarillo grisáceo, blanco o rojo grisáceo. La bencidina se usó para producir tinturas para telas, papel y cuero. Actualmente no se produce o usa comercialmente en Estados Unidos. Una reacción muy peculiar que presenta es la Transposición bencidínica, una reacción orgánica clásica:
La conversión está descrita como una transposición [5,5] sigmatrópica.